# Serra de Culroi
La Serra de Culroi és una serra situada entre els municipis de Baix Pallars i Soriguera a la comarca del Pallars Sobirà, amb una elevació màxima de 1.527 metres.